# José Martí
José Julián Martí Pérez (L'Avana, 28 gennaio 1853 – Rio Cauto, 19 maggio 1895) è stato uno scrittore, politico, rivoluzionario,docente e filosofo cubano.
Fu leader del movimento per l'indipendenza cubana. A Cuba è chiamato "l'Apostolo" ed è considerato l'Eroe Nazionale.

## Biografia

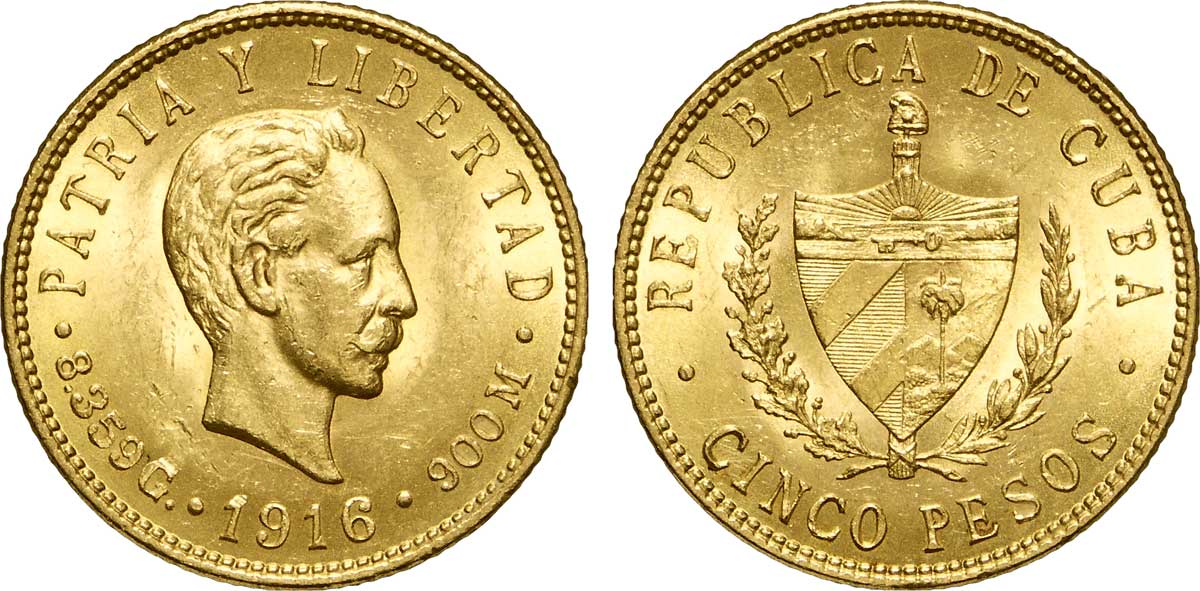
José Marti

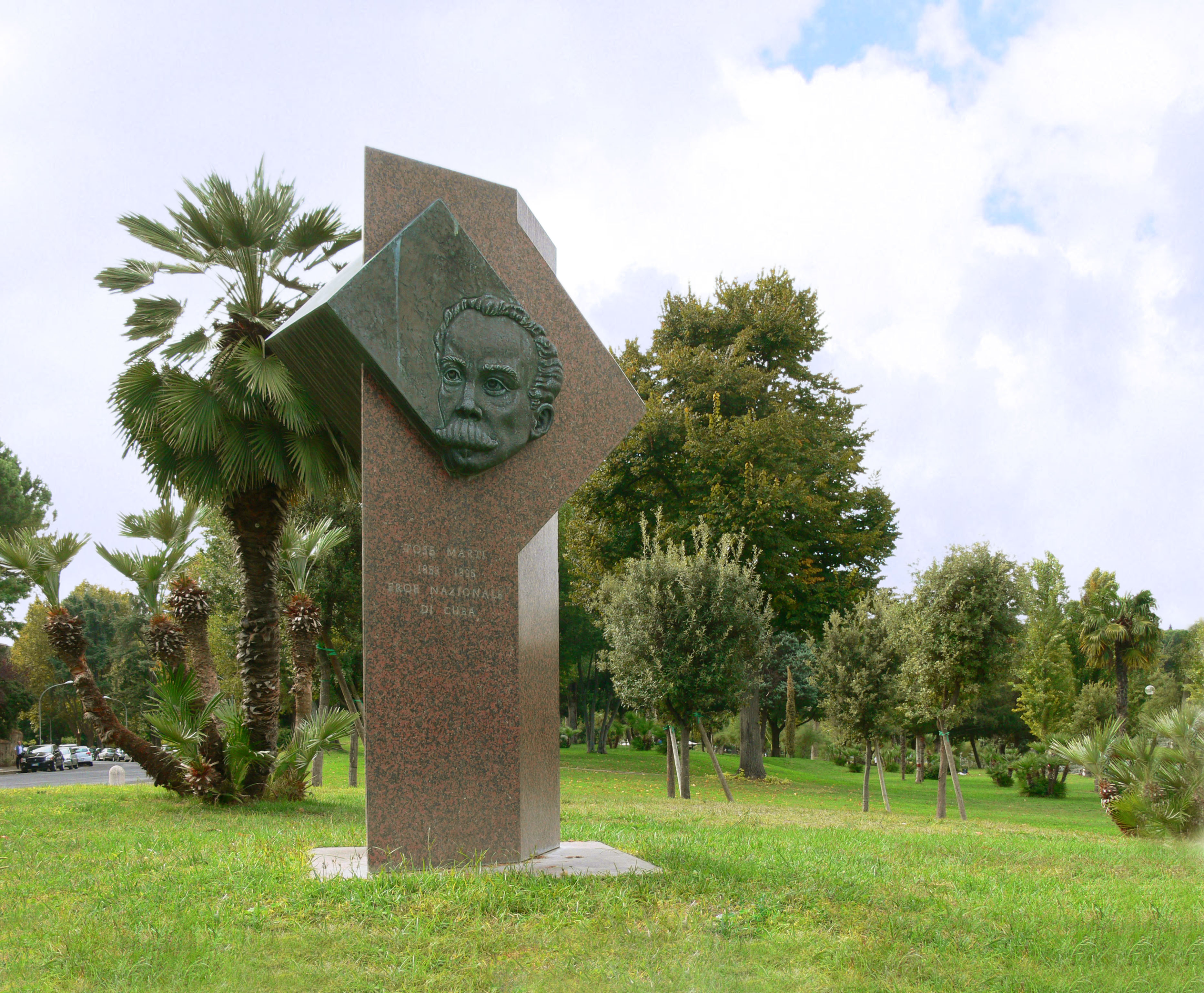
Monumento a José Martí all'EUR, Roma

José Martí nacque a L'Avana nell'allora Cuba spagnola, primogenito degli otto figli (lui e sette sorelle) di Mariano Martí Navarro e di Leonor Pérez Cabrera ambedue emigranti spagnoli originari, di Valencia (nella Comunità Valenzana) e di Santa Cruz de Tenerife (nelle isole Canarie). All'età di quattro anni si trasferì con la famiglia in Spagna nella città natìa del padre per poi far ritorno sull'isola caraibica dopo soli due anni, dove frequentò una scuola pubblica del posto.
Oltre ad essere stato un grande scrittore, poeta e giornalista, Martí fu anche pittore e filosofo. Nel 1867 si iscrisse alla Scuola Professionale per la Pittura e la Scultura de L'Avana per prendere lezioni di disegno.
Nel 1869 pubblicò il suo primo testo politico nell'edizione unica del giornale El Diablo Cojuelo. Lo stesso anno pubblicò Abdala, un dramma patriottico in versi nel monovolume La Patria Libre. Nello stesso anno compose il celebre sonetto 10 de octubre che fu pubblicato poco più tardi nel giornale della sua scuola.
Nonostante questo successo, nel marzo di quell'anno le autorità coloniali chiusero la scuola ed egli fu costretto a interrompere gli studi. Così, cominciò ad odiare la dominazione spagnola della sua patria. Allo stesso modo crebbe in lui l'odio per lo schiavismo che ancora era praticato a Cuba. In questo e in altri aspetti della sua vita intellettuale fu fortemente influenzato dal grande pensatore statunitense Ralph Waldo Emerson.
Nell'ottobre del 1869 fu arrestato e incarcerato nella prigione nazionale in seguito ad un'accusa di tradimento formulata dal governo spagnolo. Più di quattro mesi dopo si assunse la responsabilità dei capi d'accusa e fu condannato a sei anni di reclusione. Sua madre tentò in tutti i modi di liberare il figlio (che a quel tempo aveva solo sedici anni, dunque ancora minorenne) scrivendo lettere al governo; suo padre andò da un amico avvocato per ottenere un supporto legale ma tutti gli sforzi fallirono. Col tempo Martí si ammalò e le sue gambe subirono gravi lesioni a causa delle catene che lo cingevano. Fu dunque trasferito dal carcere in un'altra parte di Cuba nota come Isla de Pinos. In seguito il governo decise di rimpatriare Martí in Spagna. Lì studiò legge e scrisse articoli sulle ingiustizie del dominio spagnolo a Cuba.
Dopo aver passato qualche tempo in Spagna, completò gli studi conseguendo le lauree in Giurisprudenza ed in Filosofia e Lettere. In seguito si trasferì in Francia dove trascorse qualche tempo prima di ritornare segretamente a Cuba sotto falso nome nel 1877. Non riuscì ad ottenere un impiego finché non accettò un lavoro come professore di storia e letteratura a Città del Guatemala.
Nel 1880 Martí si trasferì a New York, dove ricoprì il ruolo di console aggiunto per Uruguay, Paraguay e Argentina. Mobilitò la comunità di esiliati cubani, specialmente a Tampa e Key West, in Florida, per mettere in atto la rivoluzione e ottenere l'indipendenza dalla Spagna e, contemporaneamente, opporsi all'annessione di Cuba agli Stati Uniti, come desiderava qualche esponente politico statunitense. A questo scopo fondò anche, nel 1892, il Partito Rivoluzionario Cubano.
Nel 1894 partì con la volontà di approdare a Cuba e lottare direttamente per la rivoluzione, ma fu intercettato in Florida. Convinse il generale rivoluzionario cubano Antonio Maceo Grajales, esule in Costa Rica, a riprendere la lotta contro gli spagnoli a Cuba. Il 25 marzo del 1895 pubblicò il Manifesto di Montecristi, proclamando l'indipendenza cubana e ponendo così fine a tutte le distinzioni giuridiche tra le razze, incoraggiando il contatto con gli spagnoli che non si opponessero all'indipendenza e incitando alla lotta contro chi non approvava la via dell'indipendenza.
L'11 aprile dello stesso anno Martí sbarcò a Cuba con un reparto di esuli ribelli, fra cui il Generalísimo Máximo Gómez. José Martí venne ucciso dalle truppe spagnole durante la battaglia di Dos Ríos del 19 maggio. È sepolto nel Cementerio Santa Efigenia a Santiago di Cuba. Durante tutto il corso della sua vita, lo scrittore e poeta cubano si oppose al coinvolgimento degli Stati Uniti nella guerra per l'indipendenza di Cuba, riferendosi allo stato americano come al "Golia delle Americhe". La Guerra ispano-americana iniziò (e terminò) all'incirca tre anni dopo la sua morte.
Fu membro della Massoneria e l'anniversario della sua nascita è celebrato solennemente ogni anno dai massoni cubani.

## Memoria

L'effige di José Martí sulle banconote cubane da 1 peso

- Uno dei poemi della collezione Versos sencillos fu tempo dopo trasposto in musica in Guantanamera, che è divenuta la canzone cubana più famosa.

- Nel 2005 l'UNESCO ha inserito la raccolta di documenti che illustrano l'attività letteraria, giornalistica rivoluzionaria, diplomatica e biografica di José Martí nell'Elenco delle Memorie del mondo.

- L'aeroporto de L'Avana, il José Martí International Airport, lo celebra portando il suo nome.
- I versi tratti della poesia dei Versos sencillos usata per comporre Guantanamera, La rosa bianca sono stati musicati e tradotti in italiano da Sergio Endrigo.

- Il cantante italiano Zucchero Fornaciari ha omaggiato il poeta cubano aprendo tutti i concerti de La sesión cubana World Tour recitando alcuni versi tratti della stessa poesia dei Versos sencillos usata per comporre Guantanamera e le sue innumerevoli cover successive, tra cui quella di Zucchero. Quest'ultimo ha poi pubblicato l'album live Una rosa blanca, il cui titolo richiama un verso di quella poesia.